# Tomb Raider (serie)
Tomb Raider es una franquicia de medios, que incluye una serie de videojuegos, historietas, películas y serie anime que giran alrededor de las aventuras de la arqueóloga británica Lara Croft. Desde la publicación del primer juego en el año 1996 de la mano de las empresas Core Design y Eidos Interactive, la popularidad de la protagonista fue incrementándose notablemente, siendo reconocida en el año 2006 por el Libro Guinness de los récords como la "Heroína humana más exitosa de los videojuegos".
El primer título de la saga fue Tomb Raider en 1996; al año siguiente se publica una segunda entrega, Tomb Raider II; y tan solo un año después la tercera entrega, Tomb Raider III.
La saga continúa con Tomb Raider IV: The Last Revelation, Tomb Raider V: Chronicles, Tomb Raider VI: El ángel de la oscuridad y Tomb Raider: Legend. El octavo videojuego es un remake del primero, que celebra el décimo aniversario de la saga, y en consecuencia, se titula Lara Croft Tomb Raider: Anniversary. Sin embargo, al ser un remake del primero, no se lo considera como la octava entrega, pero sí al siguiente: Tomb Raider: Underworld, lanzado en noviembre de 2008.
La publicación sucesiva de entregas ha provocado un auténtico fenómeno de merchandising, vendiéndose camisetas, postales, calendarios, etc. incluso, Lara Croft se convirtió en la protagonista de un spot publicitario de SEAT, una conocida marca española de coches, y ha sido referenciada por el grupo de música U2 en algunos de sus conciertos.
Lara Croft encontró su réplica de carne y hueso primero en la modelo Nathalie Cook (Tomb Raider I), quien cedió su primer puesto a Rhona Mitra (Tomb Raider II) y más tarde a Nell McAndrew (Tomb Raider III), Lara Weller (Tomb Raider: The Last Revelation), y Lucy Clarkson (Tomb Raider Chronicles). Después, se cambió radicalmente la imagen de Lara, y sus modelos ya tenían facciones más dulces y femeninas: Jill de Jong (Lara Croft Tomb Raider: El ángel de la oscuridad) inició este cambio, seguida de Karima Adebibe, que interpretó al personaje en Tomb Raider: Legend y Lara Croft Tomb Raider: Anniversary. Finalmente, Alison Carroll en Tomb Raider: Underworld se convirtió en la última modelo promocional de la saga.
Al hacerse con los derechos de la franquicia de videojuegos, Square Enix y Crystal Dynamics iniciaron una nueva trilogía que contaría los orígenes de la arqueóloga, todavía inexperta, hasta convertirse en la que conocemos: Tomb Raider (2013), Rise of the Tomb Raider (2015) y Shadow of the Tomb Raider (2018).
Lara aparece como personaje de cómic junto a otra bella heroína (Tomb Raider y Witchblade) de la mano del dibujante Michael Turner, y también fue tema principal de otro cómic de la revista Mad: I love Affair With Lara Croft.
La popularidad de la saga motivó la adaptación del videojuego a la gran pantalla con Angelina Jolie como protagonista de Lara Croft: Tomb Raider (2001) y Lara Croft Tomb Raider: La cuna de la vida (2003). Quince años más tarde, se estrenaría en cines Tomb Raider (2018) con Alicia Vikander en la piel de una inexperta Lara Croft y que es la adaptación del exitoso videojuego de 2013 Tomb Raider (un reboot de la historia que cuenta los orígenes de la arqueóloga). Un año más tarde Warner Bros daría luz verde a una secuela de la película de 2018, que se basaría en el videojuego de 2015, Rise of the Tomb Raider, que todavía no tiene fecha de estreno ya que se ha retrasado por la pandemia del coronavirus.
El 28 de enero de 2021 se anunció que Legendary está preparando una serie de televisión anime para Netflix, siguiendo la historia de la arqueóloga después de lo sucedido en el videojuego Shadow of the Tomb Raider (2018).
El 4 de mayo de 2022, se comunica que Embracer Group compra a Square Enix por 300 millones de dólares, los estudios de Eidos Montréal, Crystal Dynamics y Square Enix Montréal, quedando todas sus franquicias (incluida Tomb Raider) en su poder.
El 15 de diciembre de 2022, se anuncia la colaboración entre Amazon Games y Crystal Dynamics para el desarrollo y distribución del próximo título de la saga.

## Videojuegos
| 1996 | Tomb Raider                          |
| 1997 | Tomb Raider II                       |
| 1998 | Tomb Raider III                      |
| 1999 | Tomb Raider: The Last Revelation     |
| 2000 | Tomb Raider (Game Boy Color)         |
| 2000 | Tomb Raider: Chronicles              |
| 2001 | Tomb Raider: Curse of the Sword      |
| 2002 | Tomb Raider: The Prophecy            |
| 2003 | Tomb Raider: The Angel of Darkness   |
| 2004 |                                      |
| 2005 |                                      |
| 2006 | Tomb Raider: Legend                  |
| 2007 | Tomb Raider: Anniversary             |
| 2008 | Tomb Raider: Underworld              |
| 2009 |                                      |
| 2010 | Lara Croft and the Guardian of Light |
| 2011 |                                      |
| 2012 |                                      |
| 2013 | Tomb Raider                          |
| 2014 | Lara Croft and the Temple of Osiris  |
| 2015 | Lara Croft: Relic Run                |
| 2015 | Lara Croft Go                        |
| 2015 | Rise of the Tomb Raider              |
| 2016 |                                      |
| 2017 |                                      |
| 2018 | Shadow of the Tomb Raider            |
| 2019 |                                      |
| 2020 |                                      |
| 2021 |                                      |
| 2022 |                                      |
| 2023 | Tomb Raider Reloaded                 |
| 2023 | The Lara Croft Collection            |
| 2024 | Tomb Raider I-III Remastered         |
| 2025 | Tomb Raider IV-VI Remastered         |

La serie de videojuegos de Tomb Raider en su conjunto ha alcanzado más de 63 millones de unidades vendidas en abril de 2018, siendo 20 de ellos vendidos en los últimos cuatro años hasta dicha fecha, y convirtiéndose en una de las franquicias de videojuegos más vendidas de todos los tiempos. En 2012, la saga contaba con 30 millones de copias vendidas, por lo que en los últimos 6 años ha doblado las cifras, a la espera del lanzamiento de Shadow of the Tomb Raider.

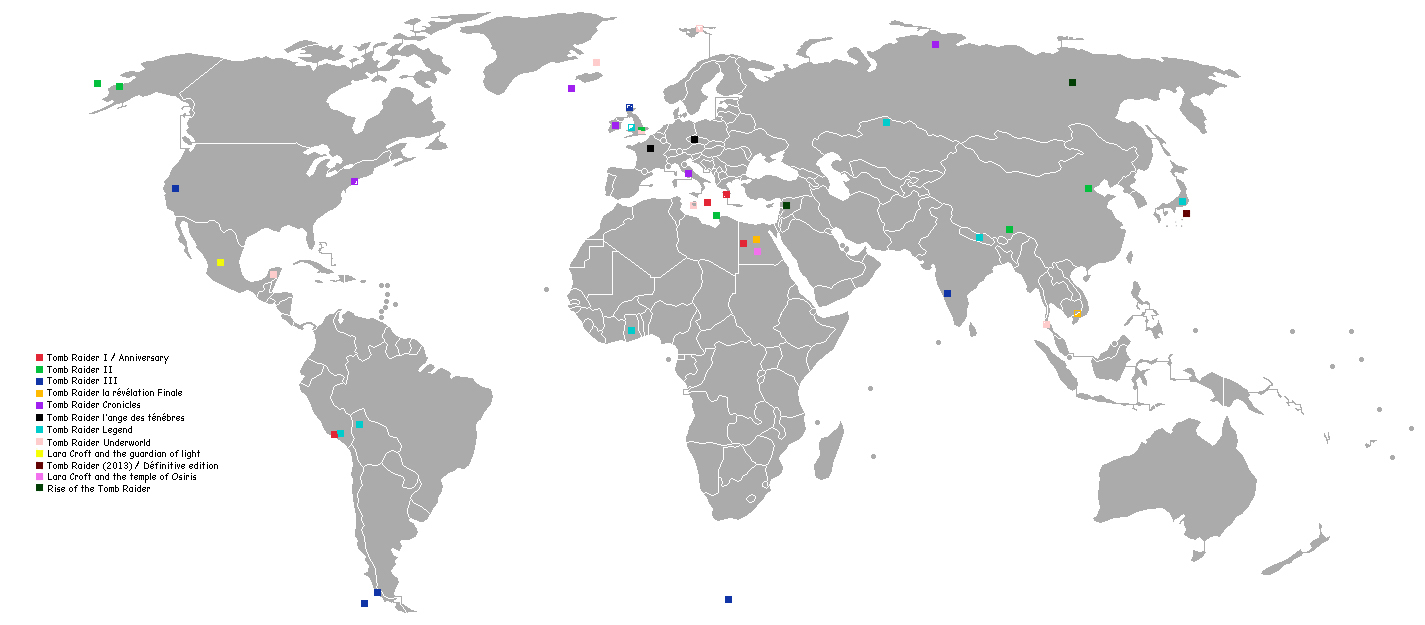
Mapa de los sitios en los que se ha ambientado la serie.

### Tomb Raider
El primer juego, titulado simplemente, Tomb Raider, llegó en el año 1996, y salió para las consolas Sega Saturn, PlayStation, N-Gage y también para PC. Fue un auténtico éxito, por lo que se pusieron manos a la obra para hacer una segunda entrega. Se desarrollaba principalmente en Perú, Grecia, Egipto, y la Atlántida. Lara es contratada por una empresaria llamada Natla, de Natla Technologies, para encontrar un fragmento de un poderoso artefacto atlante: el Sción. Lo que en un principio parece una cacería del tesoro, resultará ser intrincadamente complicado, ya que Lara deberá enfrentarse a muchos males para conseguir el objeto.

### Tomb Raider II
Tomb Raider II llegó en el año 1997, salió para la consola PlayStation y para PC. El juego se titulaba Tomb Raider II: La daga de Xian. El creador de Lara, Toby Gard, abandonó la compañía para crear su propio estudio de desarrollo. Gard no estaba de acuerdo con la idea de Eidos de convertir a Lara en una heroína de acción en vez de en una arqueóloga, lo que hizo que al marcharse él la cantidad de trabajadores aumentara considerablemente. La segunda entrega ha sido la más exitosa hasta la fecha. Hace bastante hincapié en la acción, y algunos de los escenarios que se recorren son reales (Venecia, la Gran Muralla China, el transatlántico hundido María Doria, etc.), aunque también se incluían, por supuesto, escenarios imaginados, como un palacio oculto bajo las montañas tibetanas en el que habitaban algunos yetis.

### Tomb Raider III
Tomb Raider III: Las aventuras de Lara Croft, salió al mercado en el año 1998 para PlayStation y PC. Los creadores no se anduvieron con miramientos: algunas de las secciones del juego eran realmente difíciles, incluso para los jugadores más expertos. Los primeros niveles del juego se desarrollan en la selva de la India, la aventura continuaba por una isla del Pacífico sur, Londres y el Área 51 del estado de Nevada, para concluir en la Antártida.

### Tomb Raider: The Last Revelation
Tomb Raider IV: The Last Revelation fue el cuarto juego de la saga, disponible para PlayStation, Dreamcast y PC, en el año 1999. Este juego prescindía del extra de la mansión de Lara. A excepción de los dos primeros niveles, que se desarrollan en las ruinas de Angkor Wat en Camboya, el juego está ambientado casi íntegramente en Egipto, con visitas al Valle de los Reyes, Karnak, Alejandría, El Cairo y Gizeh, entre otros. Es, probablemente, el Tomb Raider más largo de toda la saga con más de 30 niveles, además de la mayoría no tienen un orden lineal, por lo que en varias ocasiones es necesario retornar a niveles anteriores para resolver algunos puzles y así continuar con la aventura.

### Tomb Raider: Chronicles
Tomb Raider V: Chronicles, salió en el año 2000 para la PlayStation, Dreamcast y PC. Es la más corta de todas las entregas. Core se mostraba reacia a resolver lo ocurrido al final de la anterior entrega. Las pequeñas aventuras de este juego son contadas por un grupo de amigos de Lara en la mansión Croft. Lara visitaba Roma, un submarino situado en la costa rusa, Irlanda (siendo adolescente), y, por último, invadía un rascacielos de alta tecnología plagado de guardias de seguridad, en el que encontraba la oficina de su anterior mentor y ahora enemigo Werner Von Croy. En esta entrega el diseño de los niveles vuelve a ser lineal, como en los tres primeros Tomb Raider.

### Tomb Raider: El ángel de la oscuridad
Tomb Raider VI: El Ángel de la Oscuridad, fue comercializado en 2003 para la nueva PlayStation 2 y PC. A pesar del gran salto gráfico respecto a la anterior entrega, salió al mercado sin acabar, lo que provocó que el sector más conservador se sintiera descontento. Su sistema de control era algo difícil y complicado de manejar. Este juego se desarrollaba en París y Praga, se sucedía en calles e interiores, aunque también había viajes a catacumbas, sepulcros y una visita al Louvre y a un yacimiento arqueológico. Aun teniendo un argumento más sofisticado y complejo que el resto de juegos hasta ese momento, ya que estaba destinado a ser una trilogía, no consiguió alcanzar las ventas que se esperaban de él; la acusada presión del público para que saliera precipitadamente al mercado marcó profundamente el nivel de controversia entre defensores y detractores de la saga. Este contratiempo causó que se destituyera Core Design como promotora de los próximos videojuegos y pasara la franquicia a manos de Crystal Dynamics. Ésta fue la segunda y última entrega cuyos ciertos niveles tenían un orden no lineal para continuar con la aventura, aunque no tanto como en Tomb Raider IV: The Last Revelation.

### Tomb Raider (Game Boy Color video game)
Tomb Raider (también conocido como Tomb Raider: The Nightmare Stone) es un videojuego de acción y aventuras del año 2000 desarrollado por Core Design y publicado por THQ para Game Boy Color bajo licencia del propietario de la serie Eidos Interactive. Siguiendo a la protagonista de la serie, Lara Croft, mientras busca ruinas en Sudamérica en busca de un artefacto poderoso, el juego presenta plataformas y resolución de acertijos en un entorno de desplazamiento lateral 2D.

### Tomb Raider: Curse of the Sword
Tomb Raider: Curse of the Sword es un videojuego de acción y aventuras, parte de la serie Tomb Raider, desarrollado por Core Design y publicado por Activision bajo licencia de Eidos Interactive. Fue lanzado para Game Boy Color en 2001 y es una secuela del primer Tomb Raider para el mismo sistema.

### Tomb Raider: The Prophecy
Tomb Raider: The Prophecy es un videojuego de acción y aventuras de 2002 desarrollado por Ubi Soft Milan y publicado por Ubi Soft para Game Boy Advance. Un spin-off de la serie Tomb Raider, sigue a la protagonista Lara Croft mientras explora múltiples templos en busca de las claves de un poder destructor del mundo. El juego presenta exploración, combate y plataformas mostrados desde una perspectiva isométrica de arriba hacia abajo.

### Tomb Raider: Legend
En Tomb Raider: Legend, creado esta vez por la compañía estadounidense Crystal Dynamics, se puede apreciar un aire irónicamente parecido a las películas, con un toque hollywoodiense. Además, posee unos mejorados gráficos a nivel de escenarios y el modelo 3D de Lara llega casi a los 20.000 polígonos, y más de 20MB en texturas. En esta entrega Lara viaja a lugares como Bolivia y Perú en busca de un artefacto, además de incluir flashbacks que desvelarán información sobre el abusivo pasado de la protagonista. Los nuevos desarrolladores cambiaron la biografía original por una nueva muy similar a la de las películas, lo que muchos fanes consideran como una infidelidad y una traición a las anteriores entregas de la saga. Esta aventura ha salido para PC, Nintendo Gamecube, Game Boy Advance, Nintendo DS, PlayStation 2, PSP, Xbox y Xbox 360.

### Tomb Raider: Anniversary
Lara Croft Tomb Raider: Anniversary (por el décimo aniversario de la saga) utiliza el mismo motor gráfico que el del Legend. Es una recreación del primer Tomb Raider, recuperando de esta forma la esencia del primer juego de la saga. Sus escenarios son Perú, Grecia, Egipto y una Isla Perdida. Este título se publicó para PC, PlayStation 2, PlayStation 3, PSP, Xbox 360 y Wii.

### Tomb Raider Underworld

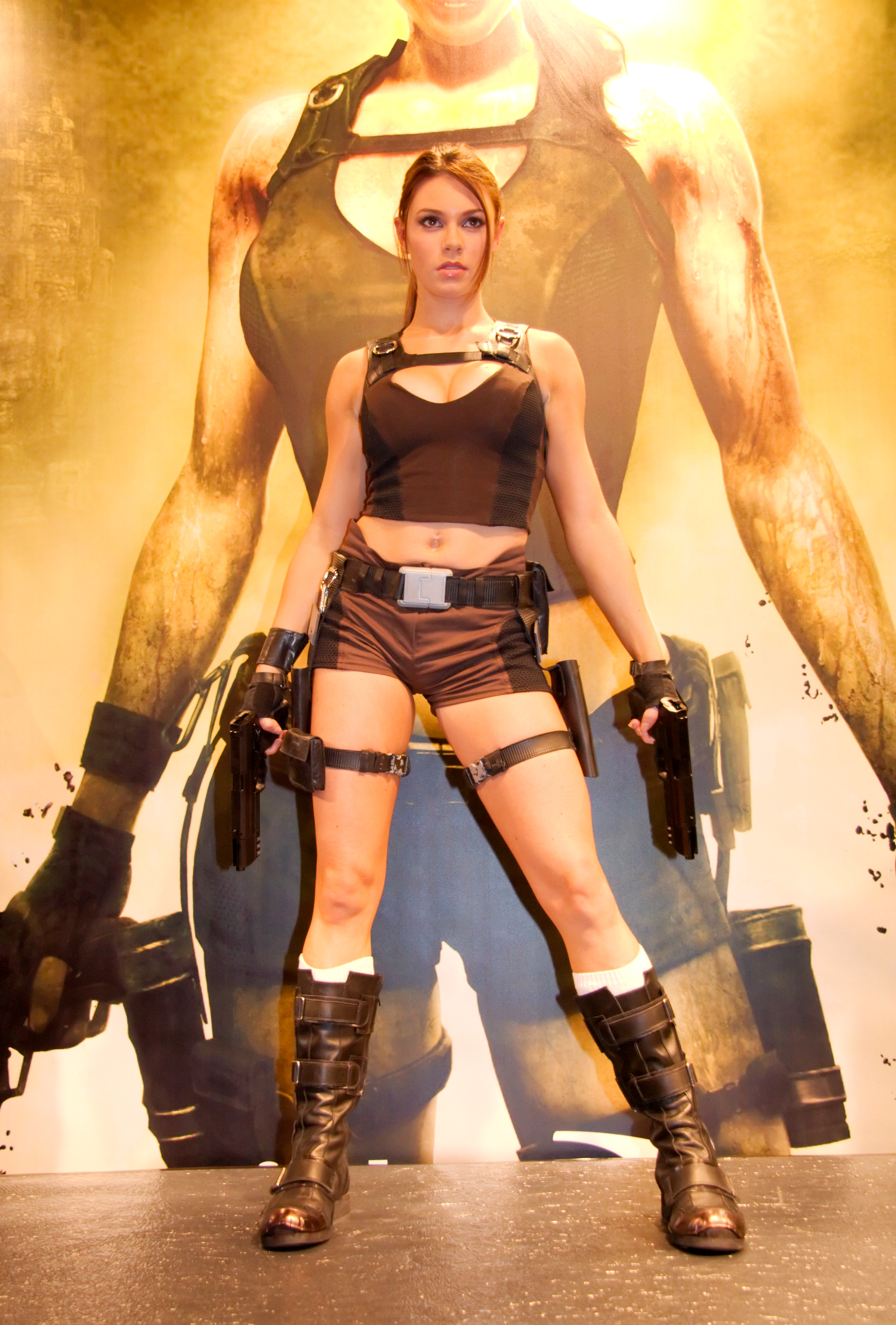
Alison Carroll, la modelo oficial de Lara Croft para Tomb Raider: Underworld en el Festival du jeu vidéo 2008, París.

Tomb Raider: Underworld, la secuela de Legend, cuenta las aventuras de la propia Lara en el camino por varios inframundos, ocultos bajo edificaciones posteriores con intrincadas puertas y sus respectivos mecanismos de seguridad. En ellos recupera los artefactos de Thor, los guantes, el cinturón y su martillo, que es el único medio para matar dioses inmortales y para entrar en lo que en Legend llamaba Avalon y que descubre que es Helheim para descubrir la verdad sobre lo que le pasó a su madre muchos años antes en Nepal.

### The Tomb Raider Trilogy
Es un pack de los tres anteriores juegos Tomb Raider: Legend, Lara Croft Tomb Raider: Anniversary y Tomb Raider: Underworld. Las diferencias están en que los dos primeros han sido convertidos en HD, además de ser un pack exclusivo para la consola PlayStation 3. Contiene material adicional, un avatar para PlayStation Home, un tema para la interfaz XMB de PS3 y video reportajes de como se hizo la trilogía, así como trofeos para PlayStation Network.

### Lara Croft and the Guardian of Light
Lara Croft and the Guardian of Light (Lara Croft y el Guardián de la Luz en español, 2010) es un videojuego de plataformas y aventuras, desarrollado por Crystal Dynamics y publicado por Square Enix para PC, PlayStation Network, Xbox Live Arcade y MacOS como parte de la saga de Tomb Raider.

### Lara Croft and the Temple of Osiris
Lara Croft and the Temple of Osiris (Lara Croft y el Templo de Osiris en español, 2014) es un videojuego de plataformas y aventuras, desarrollado por Crystal Dynamics y publicado por Square Enix para PC, PlayStation Network y Xbox Live Arcade como parte de la saga de Tomb Raider.

### The Lara Croft Collection
The Lara Croft Collection es una colección de Lara Croft y el Guardián de la Luz y Lara Croft y el Templo de Osiris de Feral Interactive. Fue lanzado para Nintendo Switch el 29 de junio de 2023.

### Lara Croft: Relic Run
Lara Croft: Relic Run es un videojuego de plataformas del tipo carrera infinita para plataformas móviles. Fue codesarrollado por Simutronics, Cristal Dynamics  y publicado por Square Enix en mayo de 2015. Los jugadores se ponen en la piel de Lara Croft cuando  busca a un colega perdido y se enfrenta a una siniestra conspiración.

### Tomb Raider
Tomb Raider es la novena entrega de la saga, que da un reinicio total a la saga Tomb Raider y a Lara Croft. En esta entrega hay muertes pertubadoras y fuertes. Cuando una repentina tormenta destruye su barco de investigación, una joven e inexperta Lara Croft se encuentra varada en una misteriosa isla remota, escondida en las costas de Japón. A pesar de haber varias señales de estar habitada, está extrañamente desierta, sumado a una incómoda sensación de extraños sonidos que surgen de las sombras. Con solo su determinación, fuerza interior, e ingenio, Lara debe superar los desafíos de un viaje duro e implacable que la llevará a través de una desértica e inmensa isla salvaje con profundas y claustrofóbicas tumbas subterráneas con un pasado amenazante.

### Rise of the Tomb Raider
Rise of the Tomb Raider es el décimo videojuego de la saga y la secuela del reinicio de la saga Tomb Raider. Después de los sucesos ocurridos en Yamatai, Lara Croft continua con las investigaciones de su padre, Richard Croft, sobre la mítica ciudad de Kítezh y el secreto de la inmortalidad. Durante su búsqueda, Lara debe enfrentarse a una misteriosa secta (La Trinidad) que busca la Fuente Divina, un artefacto que puede otorgar el don de la inmortalidad.

### Shadow of the Tomb Raider
Shadow of the Tomb Raider es el undécimo videojuego de la saga y el tercero correspondiente al reinicio. Su historia tiene lugar tras los sucesos ocurridos en Rise of the Tomb Raider. Lara busca pistas para encontrar un objeto mítico a través de información que oculta La Trinidad.

### Tomb Raider Reloaded
Tomb Raider Reloaded es un juego arcade de acción desarrollado por Emerald City Games y publicado por CDE Entertainment para dispositivos iOS y Android. Basado en la serie Tomb Raider, el juego utiliza la representación clásica del personaje de la protagonista Lara Croft, partiendo de la presentación "más valiente" de la trilogía de reinicio "Survivor" que comenzó con Tomb Raider en 2013. El título se lanzó entre 2020 y 2022 en algunos países seleccionados como juego gratuito, con microtransacciones opcionales dentro de la aplicación, con un lanzamiento completo el 14 de febrero de 2023

### Lara Croft Go
Lara Croft Go es un videojuego de rompecabezas por turnos de la serie Tomb Raider. El jugador mueve a Lara Croft como una pieza de rompecabezas a través de un juego de mesa mientras evita obstáculos y manipula el entorno. Los desarrolladores destilaron los principales motivos de la serie, como las persecuciones de rocas y el juego basado en reacciones, para adaptarlo al juego independiente del tiempo de Lara Croft Go. Square Enix Montréal desarrolló el juego como sucesor espiritual de Hitman Go de 2014, basado en otra franquicia de Square Enix Europa. Fue lanzado en agosto de 2015 para dispositivos Android, iOS, Windows y Windows Phone. Las versiones para PlayStation 4, PlayStation Vita y Steam se lanzaron en diciembre de 2016.

### Tomb Raider I-III Remastered Starring Lara Croft
Tomb Raider I-III Remastered Starring Lara Croft es un videojuego de plataformas, acción y aventuras de 2024 desarrollado y publicado por Aspyr. Es una compilación remasterizada con nuevas texturas en general y modelos en 3D para la mayoría de los sprites de los primeros tres juegos de la serie Tomb Raider y sus paquetes de expansión, desarrollados originalmente por Core Desing: Tomb Raider (1996), Unfinished Business (1997); un paquete de expansión que contiene nuevos niveles independientes, Tomb Raider II (1997), The Golden Mask (1998); un paquete de expansión, que contiene nuevos niveles centrados en la búsqueda de Lara para encontrar una máscara dorada en Alaska, Tomb Raider III (1998) y Tomb Raider III: The Lost Artefact (2000); una expansión independiente con seis nuevos niveles. Tomb Raider I-III Remastered Starring Lara Croft se lanzó para Nintendo Switch, PlayStation 4, PlayStation 5, Windows, Xbox One y Xbox Series X/S el 14 de febrero de 2024. El juego recibió críticas mixtas por parte de los críticos.
Adicional incluye un Modo Fotografía, donde puedes cambiar la expresión, pose y vestuario de Lara Croft en cualquier momendo durante la partida, puedes optar por usar los controles tanque tradicionales o controles modernos y también cambiar entre el estilo gráfico visual clásico pixelado o el nuevo remasterizado con pulsar un boton en cualquier momento de la partida.

### Tomb Raider IV-VI Remastered
El juego fue anunciado el 11 de octubre de 2024  y sera lanzado el 14 de febrero de 2025 en todas las plataformas que el Remastered anterior desarrollado y publicado por Aspyr. 
Es una compilación remasterizada con nuevas texturas en general y modelos en 3D de los siguientes Juegos incluidos: 
Tomb Raider: The Last Revelation – Lara Croft descubre la tumba perdida del dios egipcio Set, liberándolo sin saberlo y cumpliendo una antigua profecía que sumerge a la humanidad en la oscuridad.
Tomb Raider: Chronicles – Tras los eventos de The Last Revelation, Lara Croft es enterrada en una tumba egipcia y se la da por muerta. En su funeral, sus allegados más cercanos rememoran los secretos de su pasado.
Tomb Raider: The Angel of Darkness – Acusada de asesinato, Lara se ve forzada a huir como fugitiva, mientras trata de desvelar una siniestra conspiración que involucra experimentos alquímicos y la búsqueda de artefactos antiguos.
Características clave
Disfruta de los gráficos clásicos y remasterizados: juega con los modelos poligonales originales o cambia a los gráficos renovados cuando quieras. 
Viaja por el mundo: sigue a Lara Croft por lugares icónicos como El Cairo, Roma, París y muchos más. 
Vive las aventuras más oscuras de Lara: descubre los secretos del pasado de Lara Croft y esclarece el misterio de su desaparición.

## Películas

### Lara Croft: Tomb Raider
Película de acción aventura del año 2001 basada dirigida por Simon West y protagonizada por Angelina Jolie.

### Lara Croft Tomb Raider: La cuna de la vida
Secuela de la anterior, dirigida en 2003 por Jan de Bont y protagonizada por la actriz Angelina Jolie.

### Tomb Raider
Película de 2018, dirigida por Roar Uthaug y protagonizada por Alicia Vikander.

## Música
La siguiente tabla muestra las características de la banda sonora de los diferentes títulos.
|                             | Tomb Raider (1996) | Tomb Raider II | Tomb Raider III                              | Tomb Raider: The Last Revelation | Tomb Raider Chronicles | Tomb Raider: El ángel de la oscuridad                                                              | Tomb Raider: Legend            | Tomb Raider: Anniversary | Tomb Raider: Underworld        | Tomb Raider (videojuego de 2013) |
| --------------------------- | ------------------ | -------------- | -------------------------------------------- | -------------------------------- | ---------------------- | -------------------------------------------------------------------------------------------------- | ------------------------------ | ------------------------ | ------------------------------ | -------------------------------- |
| Principal compositor        | Nathan McCree      | Nathan McCree  | Nathan McCree                                | Peter Connelly                   | Peter Connelly         | Peter Connelly                                                                                     | Troels B. Folmann              | Troels B. Folmann        | Colin O'Malley                 | TBA                              |
| Colaboradores               | Martin Iveson      | n/a            | Martin Iveson, Peter Connelly y Matthew Kemp | n/a                              | n/a                    | Martin Iveson, Peter Wraight (orquestador) y David Snell (conductor) Orquesta Sinfónica de Londres | n/a                            | n/a                      | Troels B. Folmann (supervisor) | Jason Graves (compositor)        |
| Duración del tema principal | 3:15               | 2:46           | 2:18                                         | 2:17                             | 2:24 (4 Tracks)        | 3:08                                                                                               | 2:20                           | 3:37                     | 3:33                           | 2:20                             |
| Tiempo total                | ~17 minutos        | ~19 minutos    | ~35 minutos                                  | ~18 minutos                      | ~16 minutos            | ~51 minutos                                                                                        | ~180 minutos (forma repetible) | ~56 minutos              | ~110 minutos                   | ~75 minutos                      |

## Cómic
La serie de cómics fue publicada mensualmente en Estados Unidos por Top Cow Productions desde el año 1999 hasta el 2005 dónde salió el número 50, con el que dieron fin a la serie. Paralelamente a ésta, una serie de 12 partes llamada Journeys también fue publicada desde el 2001 al 2003.
Se anunció el regreso del cómic de Tomb Raider para el año 2007, sin embargo, por problemas de licencias, se ha retrasado la fecha de salida.En 2015, se publicó una nueva serie basada en la Lara Croft interpretada por Alicia Vikander, desarrollada por Dark Horse Comics

## Libros
Durante los años 2003 y 2004 una trilogía de libros fue lanzada, las novelas buscaban explicar los eventos que ocurrieron antes y después de la sexta entrega de la saga.

### Lara Croft Tomb Raider: El Amuleto del Poder
Escrita por Mike Resnick y lanzada en diciembre de 2003, la novela narra los eventos entre Tomb Raider: The Last Revelation y Tomb Raider: El ángel de la oscuridad. 
La aventura en la que se embarca Lara es una carrera para conseguir el Amuleto de Mareish, un objeto que le otorga a su portador increíbles poderes. Durante su viaje, la arqueóloga será perseguida por fanáticos que no descansarán hasta poder arrebatárselo.

### Lara Croft Tomb Raider: El Culto Perdido
Lanzada en 2004 y escrita por E. E. Knight, narra una nueva aventura que transcurre después de los hechos del sexto videojuego.
Después de que el Profesor Frys sea asesinado y que toda su investigación sobre el culto de los Méne sea destruida, la nueva aventura de Lara la llevará seguir sus pasos y a encontrarse con un grupo que intentará revivir a este culto. Durante sus viajes descubrirá que una vieja amiga forma parte de esta organización y que no descansará hasta silenciarla.

### Lara Croft Tomb Raider: El Hombre de Bronce
La última entrega, publicada en el 2004, fue escrita por James Alan Gardner y transcurre después de la aventura de la segunda novela.
Acompañando a su amigo Reuben Baptiste a entregar un paquete valioso a un empleador conocido como "La Orden de Bronce", Lara se unirá a la búsqueda de una pierna perteneciente al fundador de esta orden: Un androide hecho de bronce. En esta aventura, la arqueóloga competirá contra Lancaster Urdmann y un desconocido que posee habilidades extrañas para conseguir este artefacto; quien lo encuentre, podrá desentrañar sus secretos.